# (32820) 1991 PU19
1991 PU19 (asteroide 32820) é um asteroide da cintura principal. Possui uma excentricidade de 0.22528760 e uma inclinação de 5.62308º.
Este asteroide foi descoberto no dia 8 de agosto de 1991 por Henry E. Holt em Palomar.